# Paracletus
Paracletus es el quinto  álbum de la banda francesa de black metal Deathspell Omega, editado en 2010.

## Detalles
Este disco constituye la tercera parte de su trilogía metafísica de álbumes que representan a Dios, el Diablo y el hombre.
El término paracletus es la forma latinizada de la palabra griega παράκλητος (parákletos), que significa consolador. 
Es otro nombre del Espíritu Santo.
Estilísticamente, el álbum continúa con el sonido de black metal experimental de su trabajo anterior Fas – Ite, maledicti, in ignem aeternum, las canciones son en su mayoría continuas.
"Devouring Famine" fue lanzada como descarga gratuita por el sello Season of Mist, aproximadamente tres semanas antes del lanzamiento del álbum.

## Canciones
| N.º | Título                        | Duración |  |
| 1.  | «Epiklesis»                   | 1:42     |  |
| 2.  | «Wings of Predation»          | 3:43     |  |
| 3.  | «Abscission»                  | 6:07     |  |
| 4.  | «Dearth»                      | 3:47     |  |
| 5.  | «Phosphene»                   | 7:03     |  |
| 6.  | «Epiklesis»                   | 3:06     |  |
| 7.  | «Malconfort»                  | 4:57     |  |
| 8.  | «Have You Beheld the Fevers?» | 2:59     |  |
| 9.  | «Devouring Famine»            | 5:09     |  |
| 10. | «Apokatastasis Pantôn»        | 4:01     |  |

## Personal
- Mikko Aspa - voz
- Hasjarl - guitarra
- Khaos - bajo